# Apocephalus bispinosus
Apocephalus bispinosus är en tvåvingeart som beskrevs av Borgmeier 1928. Apocephalus bispinosus ingår i släktet Apocephalus och familjen puckelflugor. Inga underarter finns listade i Catalogue of Life.